# فريتز تودور
فريتز تودور (بالإنجليزية: Frederic Tudor)‏ هو رائد أعمال أمريكي، ولد في 4 سبتمبر 1783 في بوسطن في الولايات المتحدة، وتوفي بنفس المكان في 6 فبراير 1864.